# Parc Borély
Pour les articles homonymes, voir Borély.
Le parc Borély est un des parcs et jardins publics de Marseille, du quartier de Bonneveine dans le 8e arrondissement de Marseille. Historiquement associé au château Borély et hippodrome-golf Marseille Borély, à proximité des plages du Prado, au bout de la corniche du Président-John-Fitzgerald-Kennedy, il est inscrit au titre des monuments historiques et labellisé « jardin remarquable ».

## Historique
La municipalité achète en 1856 le château Borély et une partie de son important domaine de 54 hectares (fondé au XVIIIe siècle par la richissime famille marseillaise Borély). La partie centrale des 54 hectares de l'ancien domaine est alors aménagée entre 1860 et 1880, lors d'un plan d'urbanisme à Marseille, en parc et jardin public Borély de 17 hectares (inauguré en 1864) par le paysagiste-architecte Adolphe Alphand (illustre collaborateur du baron Hausmann sous le Second Empire) et en hippodrome-golf Marseille Borély de 15 hectares (inauguré le 4 novembre 1860). 

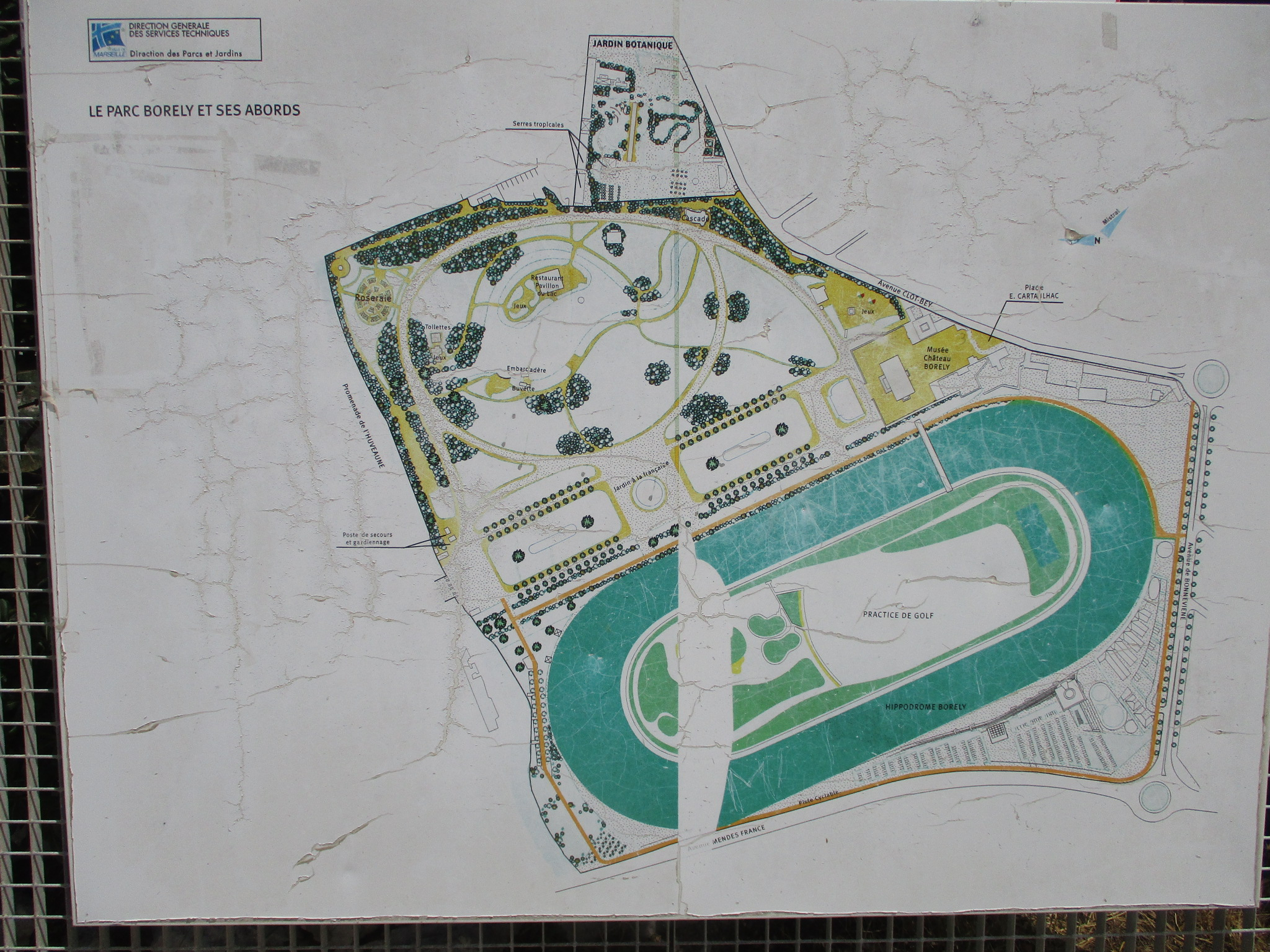
Plan du parc.
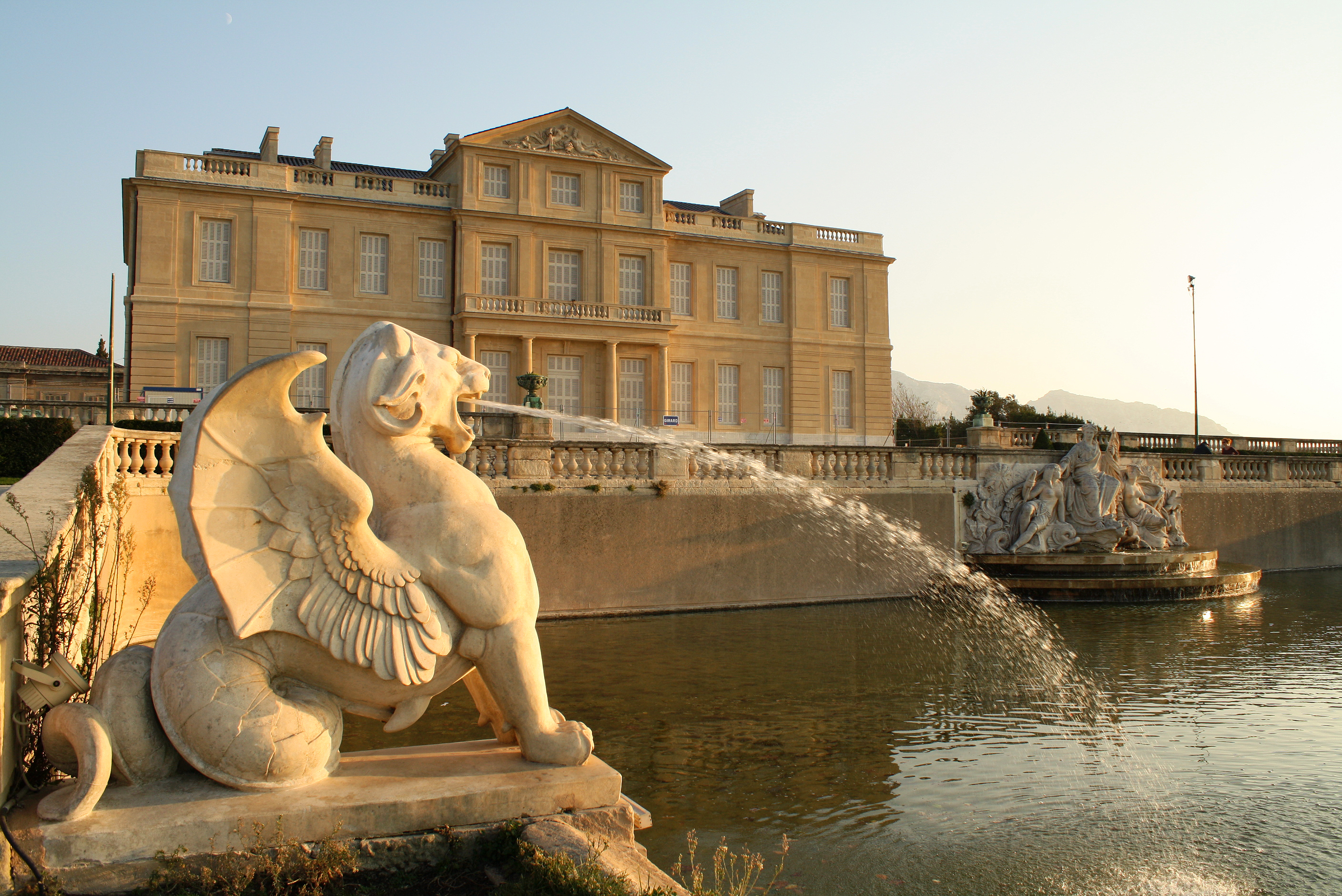
Château Borély.
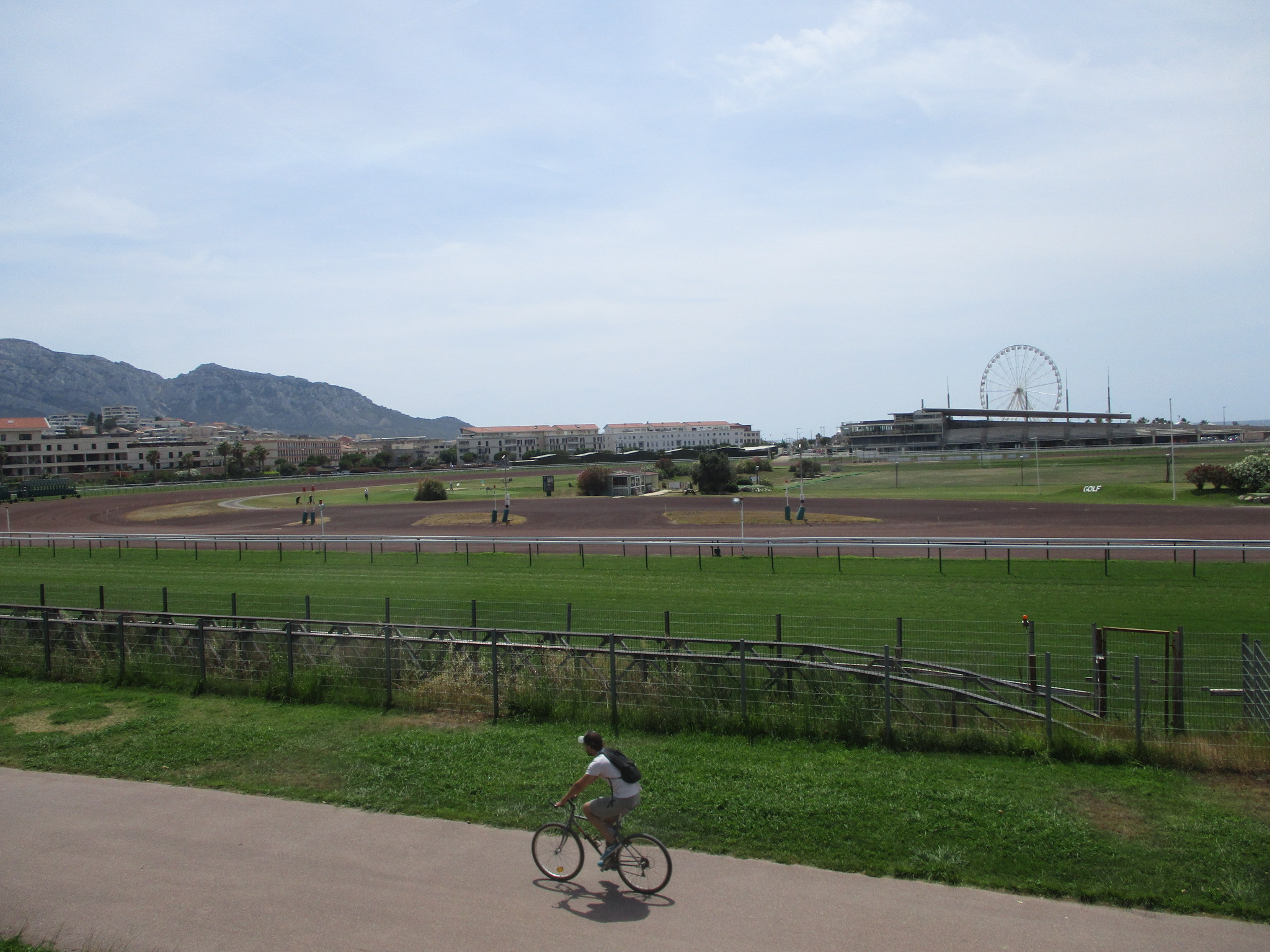
Hippodrome-golf Marseille Borély.

En 1880, le botaniste Édouard Marie Heckel y rétablit le jardin botanique de Marseille (disparu en 1856 lors de travaux de la ligne de chemin de fer Marseille-Toulon). Il est déplacé en 1920 dans une extension à l'ouest du parc, et baptisé du nom de son refondateur.

## Caractéristiques
Le château Borély du XVIIIe siècle (classé aux monuments historiques depuis 1936) et son jardin à la française héberge avec son riche décor d'origine le musée des Arts décoratifs, de la Faïence et de la Mode, depuis Marseille-Provence 2013. Le parc Borély de 17 hectares est composé de nombreux jardins, bassins, et sculptures (dont « l'Homme aux oiseaux » de Jean-Michel Folon, et « Ophélie, la fée du lac » de Lucy & Jorge Orta) avec :
- jardin à la française (face au château Borély)
- jardin à l'anglaise (autour d'une île sur un étang)
- roseraie (créée en 1923)
- jardin botanique (jardin Édouard-Marie-Heckel, du nom de son fondateur Édouard Marie Heckel) décliné en plusieurs jardins à thème dont :
  - jardin chinois traditionnel (offert par la ville de Shanghai)
  - jardin japonais
  - jardin de simples
  - plusieurs serres...
- hippodrome-golf Marseille Borély de 15 hectares (indépendant et voisin du parc)

Quelques vues du parc Borély
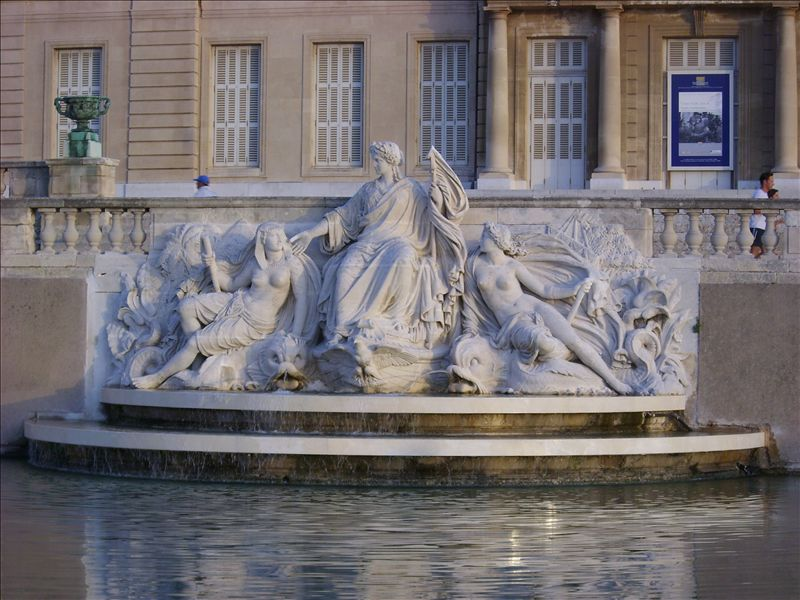
Statue et bassin du château.
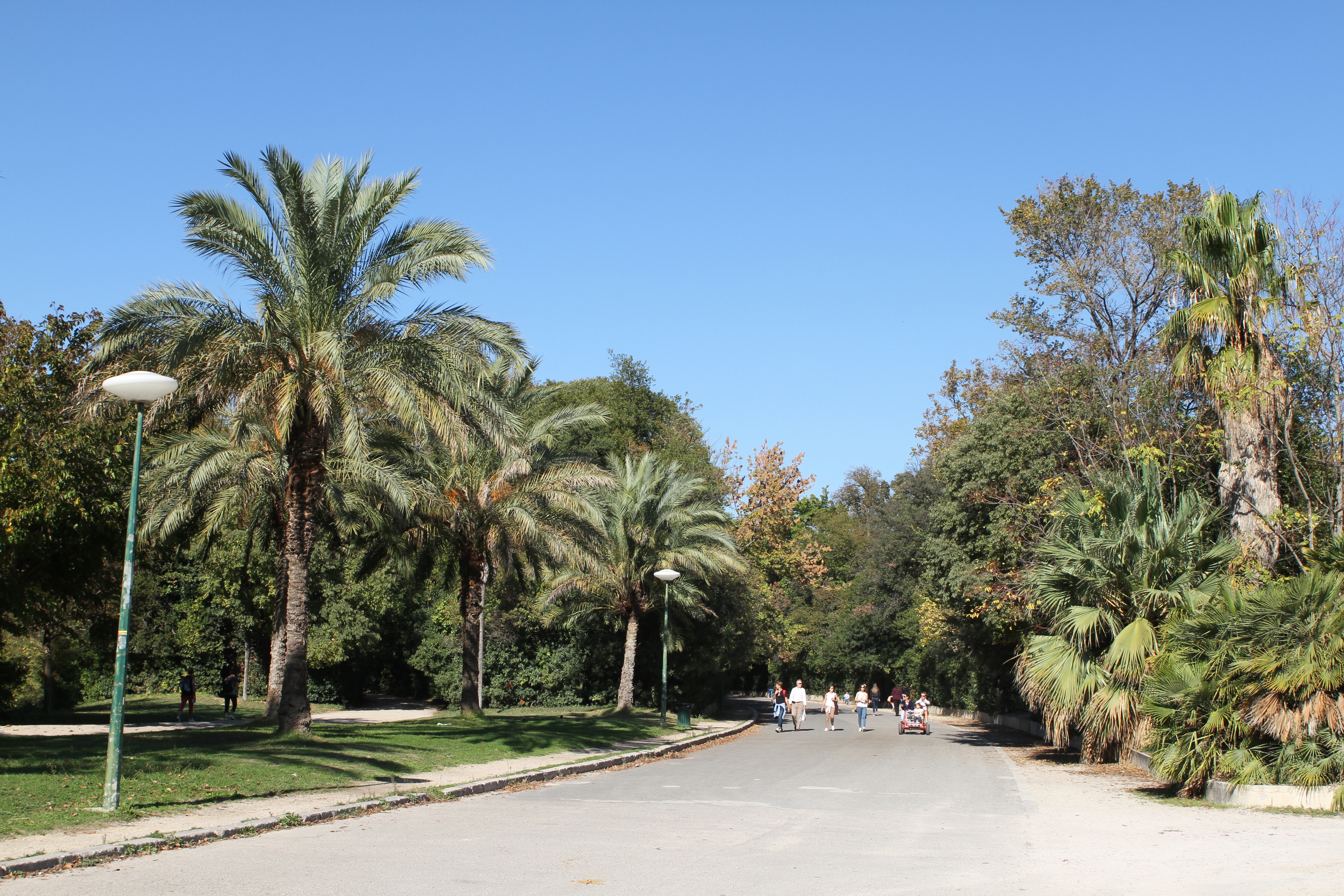
Allée de palmiers.
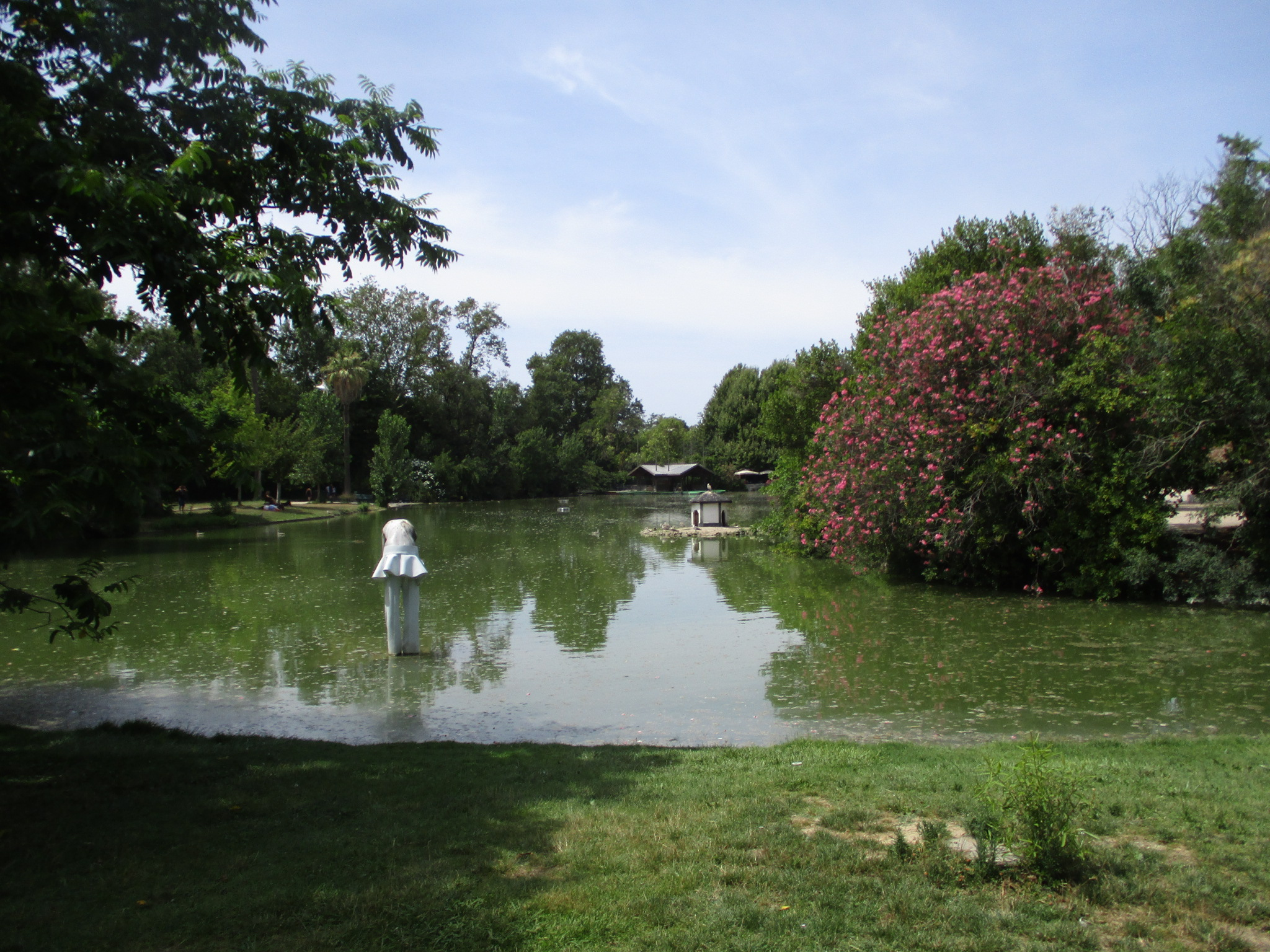
Étang du jardin à l'anglaise.
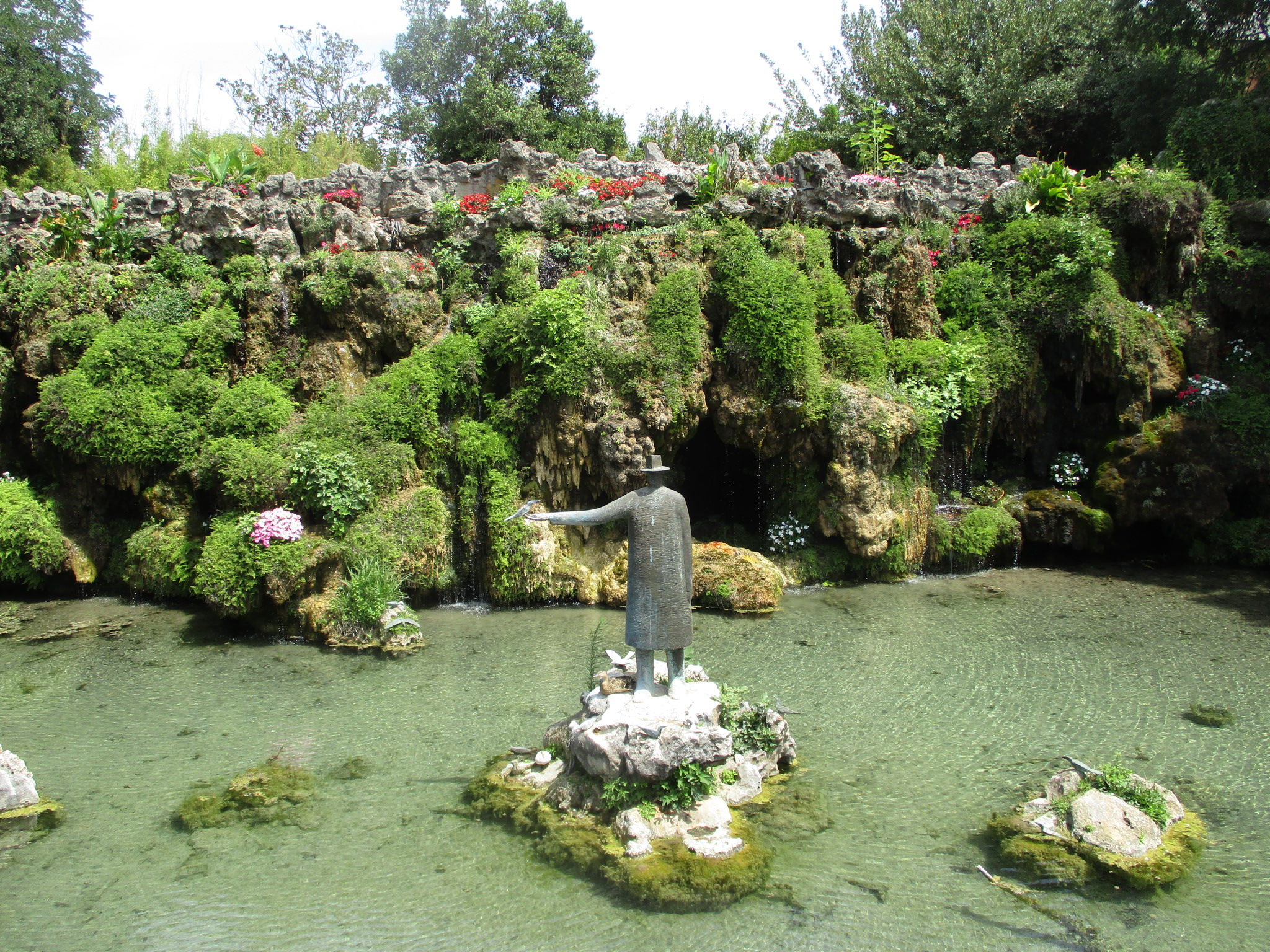
Cascade de rocaille et L'Homme aux oiseaux de Jean-Michel Folon.
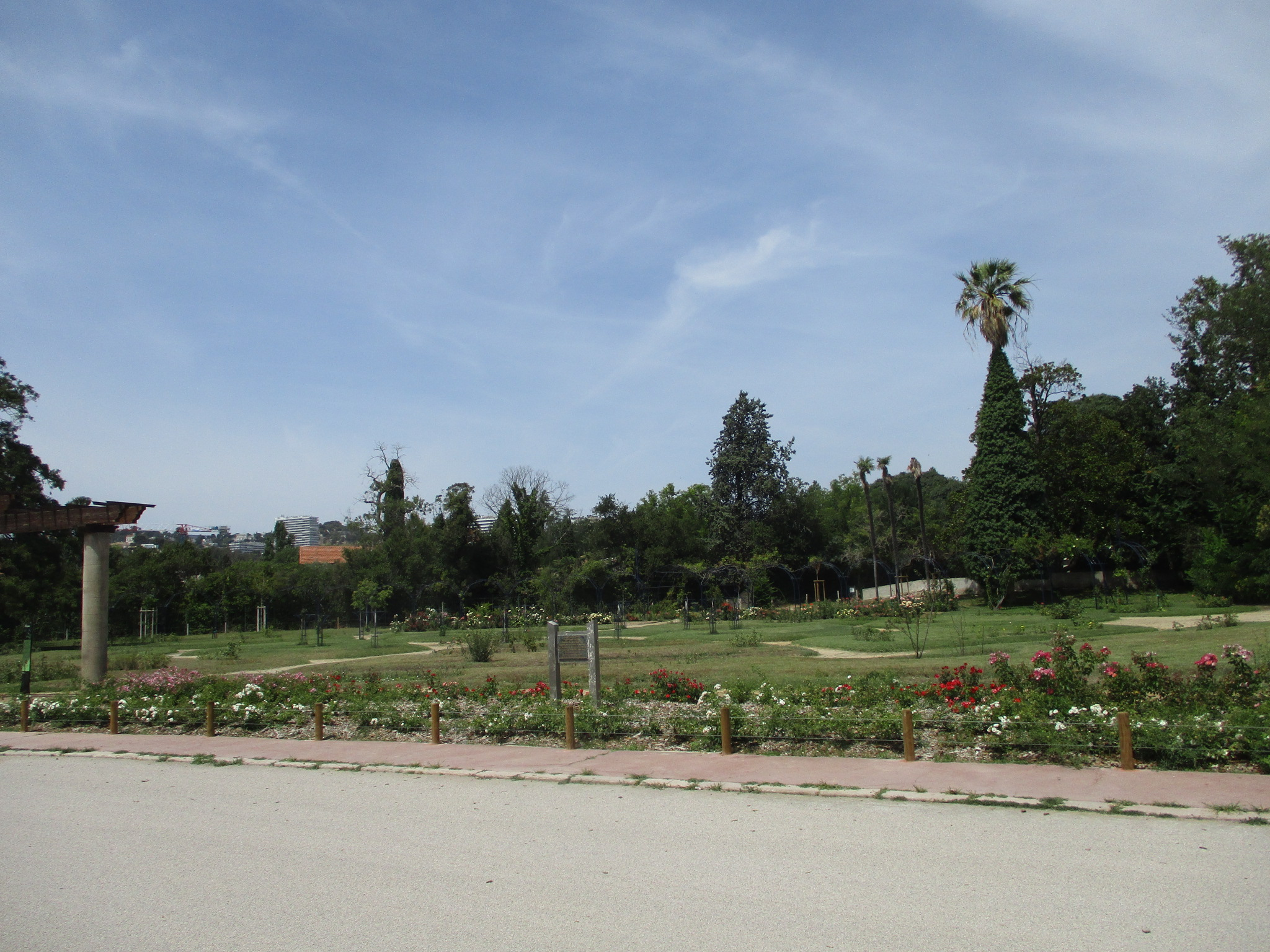
Roseraie .
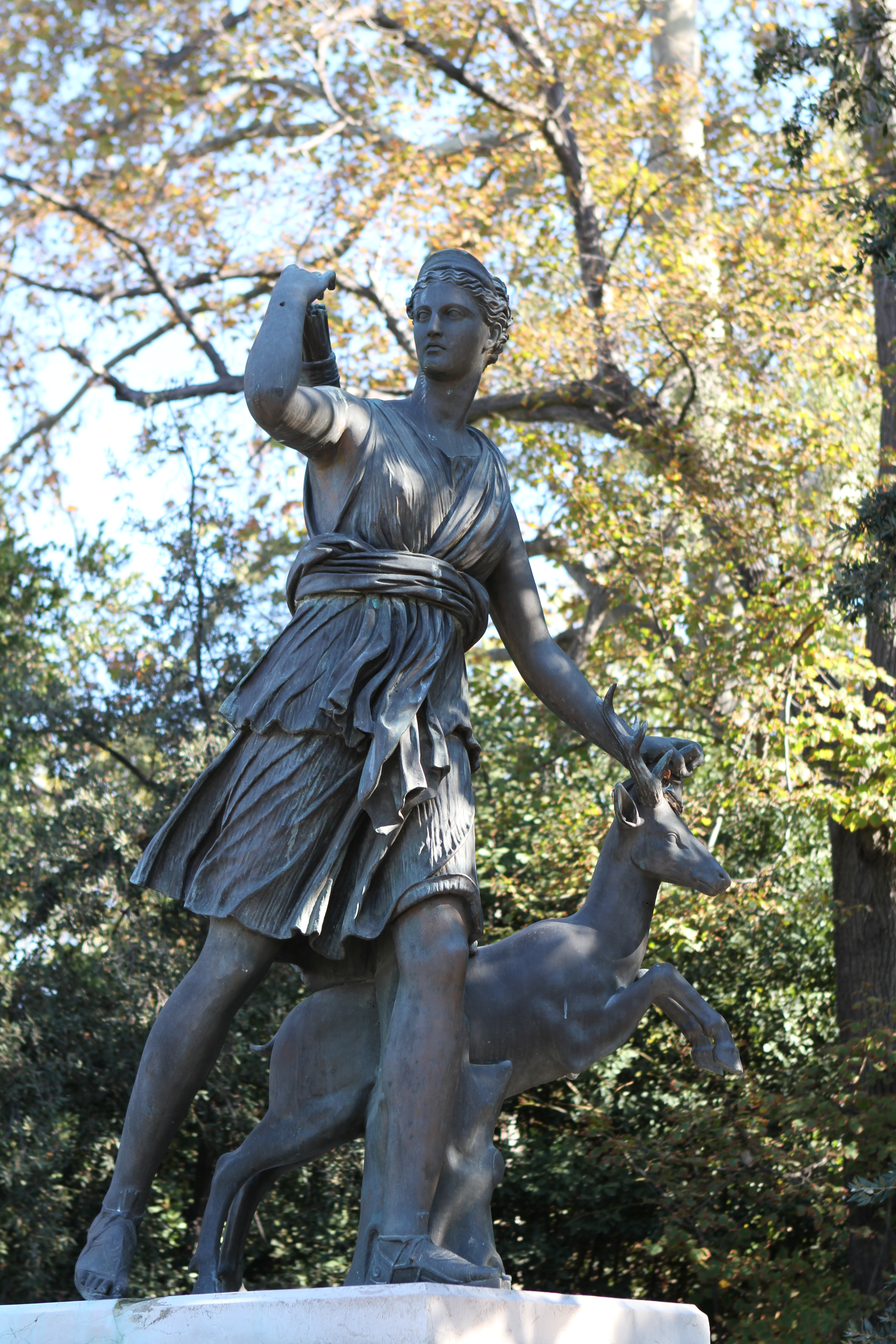
Diane de Versailles.
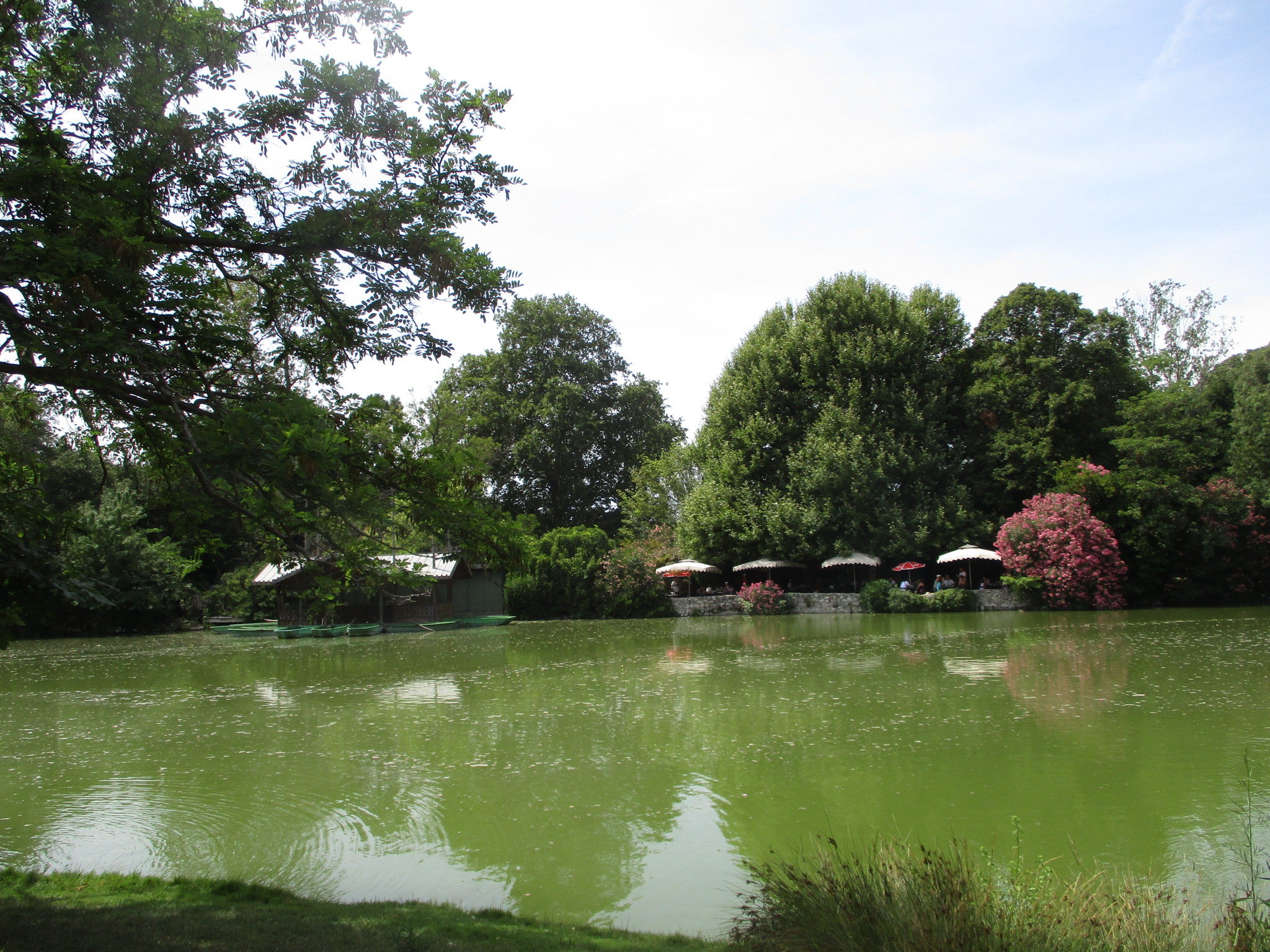
Restaurant buvette de bord d'étang.
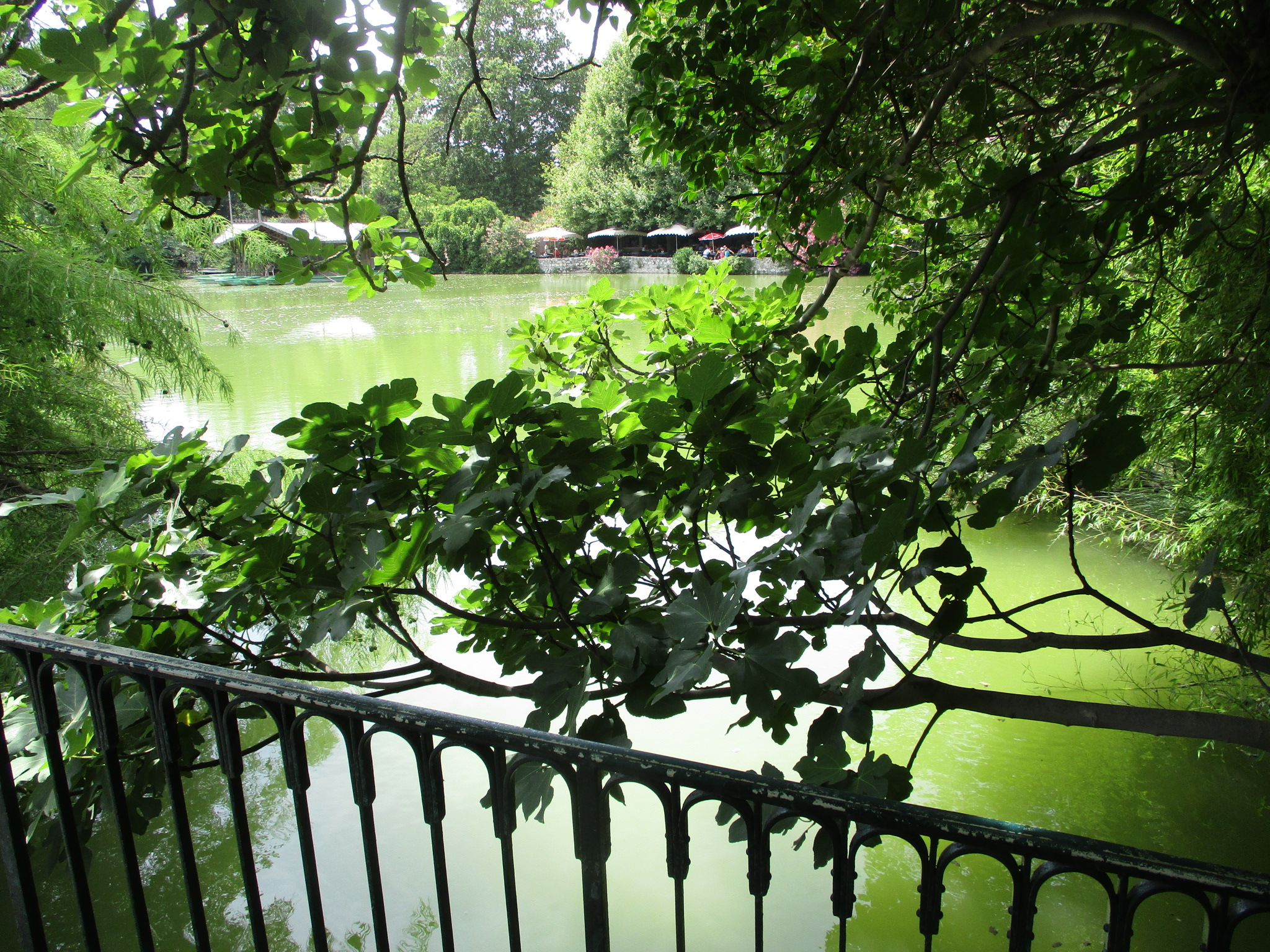
Figuier sur étang.
Jardin japonais.
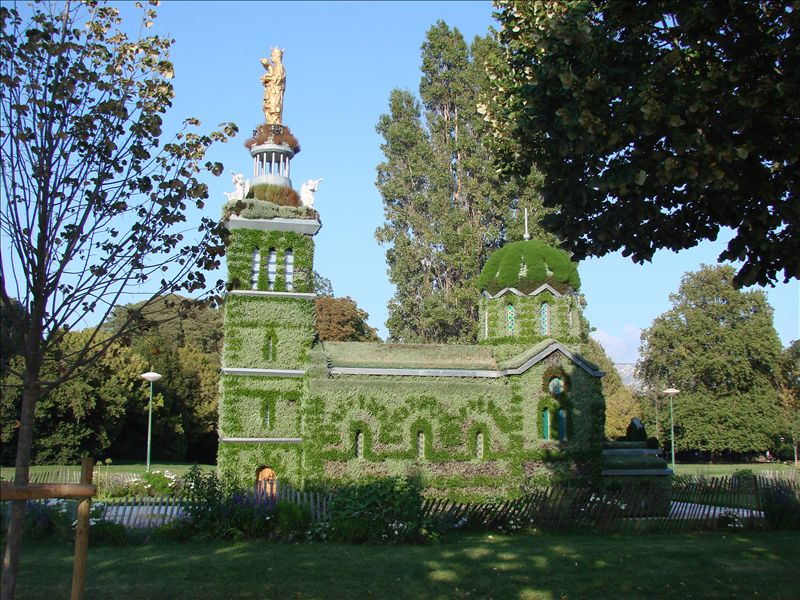
Mosaïculture de la basilique Notre-Dame-de-la-Garde.

## Événements historiques
L'arrivée de la 2e étape du Tour de France 1903 est jugée dans le parc le 5 juillet 1903.

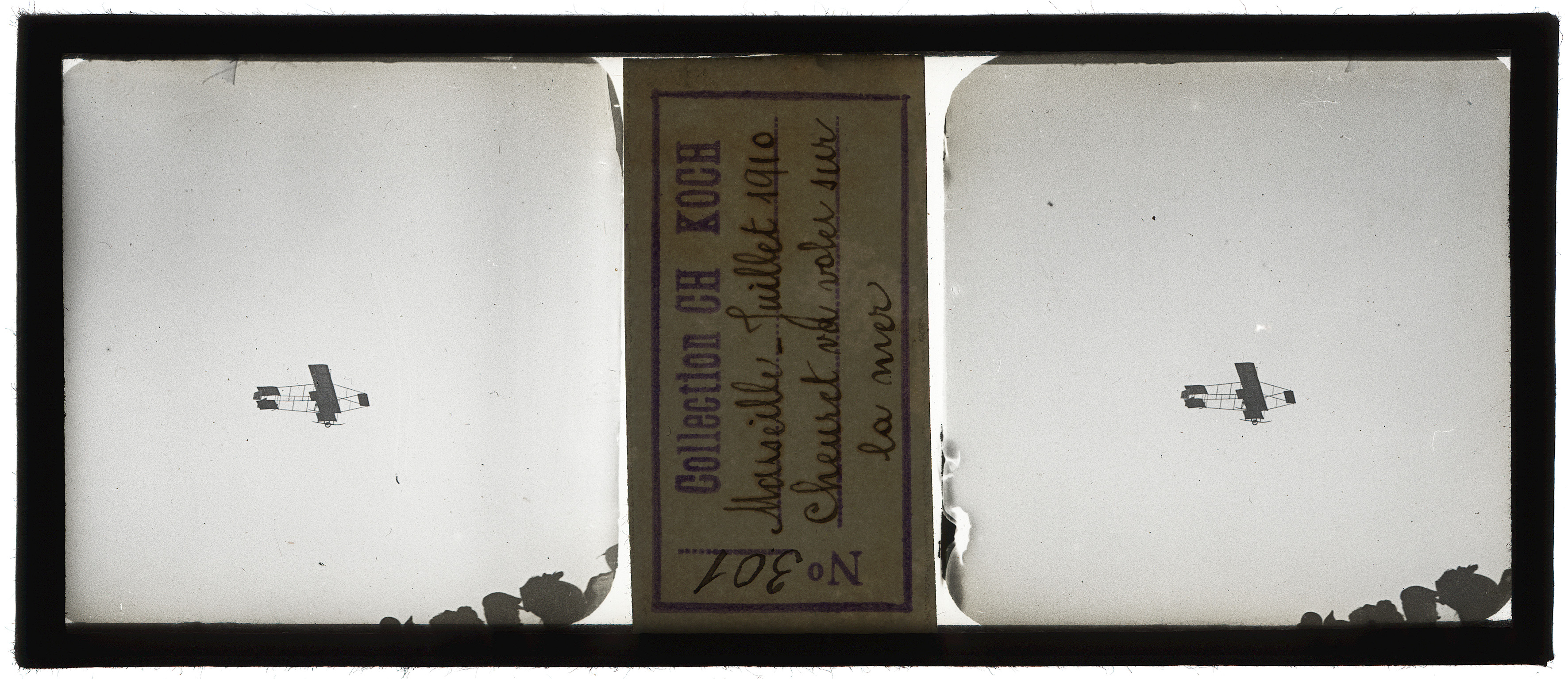
Un avion piloté par Léon Cheuret va voler au-dessus de la mer lors de la Semaine d'aviation de 1910 au parc Borély.

Du 16 au 31 juillet 1910 la première quinzaine de l'aviation est organisée dans le parc Borély, inspirée de l’immense succès du premier grand meeting aérien international de la prestigieuse grande Semaine d'aviation de la Champagne de Reims de 1909, avec la participation de tous les grands pionniers de l'histoire de l'aviation de l'époque : Louis Blériot, Henri Farman, Alberto Santos-Dumont, Louis Charles Breguet, René Moineau, Louis Paulhan, Hubert Latham, Glenn Curtiss..., avec le premier survol historique de Marseille par un aéroplane.
L'arrivée de la 8e étape du Tour de France 1919 est jugée dans le parc le 13 juillet 1919.
Le parc Borély accueille, entre les années 1930 et années 1950, le Grand Prix automobile de Marseille.
Depuis 1962, le parc Borély accueille le mondial la Marseillaise à pétanque (plus importante compétition de pétanque du monde) qui réunit chaque année près de 13000 joueurs venus de toute la France et de tous les pays du monde.

## Littérature, cinéma et télévision
- 1957 : La Gloire de mon père, de Marcel Pagnol (et le film homonyme sorti en 1990). Marcel Pagnol cite plusieurs fois le parc Borély dans les chapitres 7 et 8 de son roman autobiographique (puis, brièvement, dans le chapitre 26) : sa tante Rose l'y emmène, les jeudis et dimanches, et il peut jouer au bord de l'étang pendant que sa tante tricote sur un banc. C'est lors d'une de ces visites que Rose fait la connaissance du futur « oncle Jules », qui se fait passer un temps par blague auprès de Marcel, pour « le richissime propriétaire du parc Borély ». Rose et Jules se marieront quelque temps plus tard.
- Depuis 2004 : Plus belle la vie (série télévisée). Le parc est un des lieux récurrents de la série.